# Ухерске Храдище
Ухерске Храдище (на чешки: Uherské Hradiště, произношение: ˈuɦɛrskɛː ˈɦraɟɪʃcɛ; на немски: Ungarisch Hradisch; на унгарски: Magyarhradis; букв. „Унгарска крепост“) е град в Злинския край на Чехия, административен център на едноименния окръг. Исторически център на Моравска Словакия. Населението на града е 25 515 жители (по приблизителна оценка към 1 януари 2018 г.).

## История
Градът е основан през 1257 г. от бохемския крал Отокар II, в качеството си на крепост на спорните с Унгария територии. Първоначално градът носи името Нови Велехрад, но в хрониките се среща названието Храдище („Крепост“), което в немските текстове се превръща в Радиш (на немски: Radisch). Съвременното име за първи път се среща през 1587 г.
През 1886 г. в Ухерске Храдище се преселва Антонин Бата и основава обувна манифактура, впоследствие развила се до световноизвестната фирма „Бата“.

## Известни жители
- Збинек Грачек – шахматен гросмайстор
- Мирослав Кадлец – футболист
- Петър Нечас – премиер-министър на Чехия
- Зденек Халабала – диригент
- Шарка Панчохова – сноубордистка